# Pământul de sub tălpile ei
Pământul de sub tălpile ei (titlu original: The Ground Beneath Her Feet) este un roman scris de Salman Rushdie. Publicat în 1999, este o variație a mitului Orfeu/Euridice, avînd la bază muzica rock. Povestea urmează linia mitului, cu porțiuni în care acțiunea deviază, firul epic fiind îmbinat cu evenimente istorice reale, dar și ireale.